# Provincia General Carrera
General Carrera es una provincia chilena perteneciente a la Región de Aysén del General Carlos Ibáñez del Campo, y que limita al norte con la Provincia de Coihaique; al sur con la Provincia Capitán Prat; al este con la República Argentina; y al oeste con la Provincia de Aysén. Cuenta con una superficie de 12406,5 km² y una población de 6921 habitantes. Su capital es Chile Chico.

## Economía
En 2018, la cantidad de empresas registradas en la provincia General Carrera fue de 159. El Índice de Complejidad Económica (ECI) en el mismo año fue de -1,37, mientras que las actividades económicas con mayor índice de Ventaja Comparativa Revelada (RCA) fueron Extracción de Oro y Plata (974,59), Comercio al por Menor de Libros (26,82) y Servicios Ganaderos, excepto Veterinarias (23,37).

## Comunas
La provincia está constituida por 2 comunas:
- Río Ibáñez;
- Chile Chico;

## Autoridades
Las autoridades son nombradas directamente por el Presidente de la República y se mantienen en su cargo mientras cuenten con su confianza.

### Gobernadores Provinciales (1990-2021)

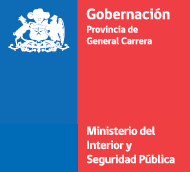
Logotipo de la Gobernación de la Provincia de General Carrera hasta 2021.

Los siguientes fueron los gobernadores provinciales de General Carrera.
| Gobernador(a)                | Partido | Partido | Inicio               | Final                   | Presidente(a) | Presidente(a)           |
| ---------------------------- | ------- | ------- | -------------------- | ----------------------- | ------------- | ----------------------- |
| Juan Mercegue Andrade        |         | PS      | 11 de marzo de 1990  | 11 de marzo de 1994     |               | Patricio Aylwin         |
| Carlos Martínez Soto         |         | PS      | 11 de marzo de 1994  | 11 de marzo de 2000     |               | Eduardo Frei Ruíz-Tagle |
| Aladín Froilán Jara Soto     |         | PS      | 11 de marzo de 2000  | 11 de marzo de 2006     |               | Ricardo Lagos           |
| Horacio Espinoza Osorio      |         | PRSD    | 11 de marzo de 2006  | 11 de marzo de 2010     |               | Michelle Bachelet       |
| Pedro Durán Ivanoff          |         | RN      | 11 de marzo de 2010  | 27 de julio de 2012     |               | Sebastián Piñera        |
| Manuel Ahumada Lagos         |         | RN      | 27 de julio de 2012  | 11 de marzo de 2014     |               | Sebastián Piñera        |
| María Rivera Yáñez           |         | PDC     | 11 de marzo de 2014  | 11 de marzo de 2018     |               | Michelle Bachelet       |
| Pedro Fernando Durán Ivanoff |         | RN      | 11 de marzo de 2018  | 1 de abril de 2019      |               | Sebastián Piñera        |
| Mauricio Quercia Martinic    |         | RN      | 2 de abril de 2019   | 2 de septiembre de 2020 |               | Sebastián Piñera        |
| Vanessa Vásquez Elgueta      |         | RN      | 5 de octubre de 2020 | 14 de julio de 2021     |               | Sebastián Piñera        |

### Delegado Presidencial Provincial (Desde 2021)

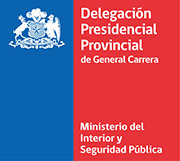
Logotipo de la Delegación Presidencial Provincial de General Carrera desde 2021.

Nuevo cargo que reemplaza la figura de Gobernador provincial.
| Delegado(a)              | Partido | Partido | Inicio              | Final               | Presidente(a) | Presidente(a)    |
| ------------------------ | ------- | ------- | ------------------- | ------------------- | ------------- | ---------------- |
| Vanessa Vásquez Elgueta  |         | RN      | 14 de julio de 2021 | 11 de marzo de 2022 |               | Sebastián Piñera |
| Daniel Fernández Márquez |         | COM     | 11 de marzo de 2022 | 11 de enero de 2023 |               | Gabriel Boric    |
| Cristóbal Barceló Veas   |         | Ind.    | 11 de enero de 2023 | En el cargo         |               | Gabriel Boric    |